# Afralexia rufa
Afralexia rufa es una especie de coleóptero de la familia Endomychidae.

## Distribución geográfica
Habita en el Congo.